# Kombinované pole

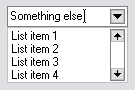
Vzhled widgetu kombinované pole

Kombinované pole (anglicky combo box) je ovládací prvek grafického uživatelského rozhraní, který umožňuje zadávat hodnoty pomocí textového pole nebo je vybírat z připojeného seznamu. Tento seznam může být buď rozbalovací nebo výběrový.
Podle konfigurace je možné:
- Vybírat pouze hodnoty z číselníku předpřipraveného tvůrcem
- Zadávat libovolné hodnoty (seznam slouží pouze jako nápověda)
- Zadat větší počet hodnot

Pravidla výběru hodnoty závisí na tom, zda je použit rozbalovací seznam nebo výběrový seznam.